# Midwest Classic
De Midwest Classic is een golftoernooi in de Verenigde Staten en het maakt deel uit van de Web.com Tour. Het toernooi werd opgericht in 2007 en wordt sindsdien telkens gespeeld op de Nicklaus Golf Club in Overland Park, Kansas.
Hert is een strokeplay-toernooi dat gespeeld wordt over vier dagen en na de tweede dag wordt de cut toegepast.

## Geschiedenis
In 2009 werd het toernooi opgericht als de Christmas in October Classic en de eerste editie werd gewonnen door de Australiër Michael Sim. In 2010 werd er geen toernooi georganiseerd.
In 2011 werd het toernooi georganiseerd onder de naam Midwest Classic.

## Winnaars
| Jaar                         | Winnaar                      | Score                        | Score                        | Info                         |
| Christmas in October Classic | Christmas in October Classic | Christmas in October Classic | Christmas in October Classic | Christmas in October Classic |
| ---------------------------- | ---------------------------- | ---------------------------- | ---------------------------- | ---------------------------- |
| 2009                         | Michael Sim                  | 264                          | –20                          |                              |
| 2010                         | Geen toernooi                | Geen toernooi                | Geen toernooi                | Geen toernooi                |
| Midwest Classic              |                              |                              |                              |                              |
| 2011                         | James Nitties                | 258                          | –26                          |                              |
| 2012                         | Shawn Stefani                | 267                          | –17                          |                              |
| 2013                         | Jamie Lovemark               | 266                          | –18                          |                              |
| 2014                         | Zack Sucher                  | 265                          | –19                          |                              |

| Toernooirecord |  | po = winnaar na play-off |